# Jan Gerrit de Zeeuw (1897-1970)
Jan Gerrit de Zeeuw (Ridderkerk, 6 december 1897 – 18 mei 1970) was een Nederlands politicus van de ARP.
Hij werd geboren als zoon van Jan Gerrit de Zeeuw (1865-1931) en Teuntje Hillegje Plaisier (1866-1944). Zijn vader was van 1905 tot 1923 burgemeester van Ridderkerk. Zelf was hij commies bij de gemeentesecretarie van Ridderkerk voor hij begin 1934 benoemd tot burgemeester van Numansdorp. Later dat jaar werd hij bovendien de burgemeester van Klaaswaal. Daarnaast was hij tot eind 1946 enige tijd waarnemend burgemeester van Zuid-Beijerland. Met ingang van 1 april 1962 werd hem ontslag verleend. De Zeeuw overleed in 1970 op 72-jarige leeftijd.
In Numansdorp is naar hem de 'Burgemeester de Zeeuwstraat' vernoemd. Zijn zoon Jan de Zeeuw is ook burgemeester geweest.